# Temporada 2025-2026 de la Liga de Béisbol Profesional de la República Dominicana
La temporada 2025-26 de la Liga de Béisbol Profesional de la República Dominicana (Copa BanReservas del campeonato de béisbol otoño-invernal 2025-26 por motivos de patrocinio). Será la 71.ª edición. La temporada regular comenzará el 15 de octubre de 2025 y finalizará el 23 de diciembre de 2025.

## Equipos participantes
| Equipo               | Mánager        | Ciudad                   | Estadio                         | Capacidad |
| -------------------- | -------------- | ------------------------ | ------------------------------- | --------- |
| Tigres del Licey     | Gilbert Gómez  | Santo Domingo            | Estadio Quisqueya Juan Marichal | 14,469    |
| Leones del Escogido  | Alex Cintrón   | Santo Domingo            | Estadio Quisqueya Juan Marichal | 14,469    |
| Estrellas Orientales | Fernando Tatís | San Pedro de Macorís     | Estadio Tetelo Vargas           | 8,000     |
| Águilas Cibaeñas     | Luis Urueta    | Santiago                 | Estadio Cibao                   | 18,077    |
| Gigantes del Cibao   | José Leger     | San Francisco de Macorís | Estadio Julián Javier           | 12,000    |
| Toros del Este       | Víctor Estévez | La Romana                | Estadio Francisco Micheli       | 10,000    |

## Derechos de televisión
Las transmisiones en cada juego están a cargo de la siguiente manera:
- CDN Deportes, Coral 39, Digital 15, Telemedios Dominicanos Canal 8, Teleuniverso Canal 29, CTT Canal 49, Telenord Canal 14, Luna TV Canal 25, Romana TV Canal 42 y 48, Xtremo Channel, Televisión Dominicana (Televisión Abierta)
- Claro TV+, Altice TV, Wind Telecom, CableNET Dominicana (Televisión por Cable)
- MLB.tv, MLB Network, YouTube (Streaming)

## Serie Regular
La temporada regular se desarrollará entre el 15 de octubre y el 23 de diciembre.

### Tabla de posiciones
- Actualizadas al 15 de octubre de 2025.[6]

| Temporada Regular    | Temporada Regular | Temporada Regular | Temporada Regular | Temporada Regular | Temporada Regular | Temporada Regular | Temporada Regular | Temporada Regular | Temporada Regular | Temporada Regular | Temporada Regular | Temporada Regular |
| Equipo               | JJ                | JG                | JP                | Ave.              | Dif.              | Racha             | Últ. 10           | Local             | Visitante         | CA                | CP                | Dif.              |
| -------------------- | ----------------- | ----------------- | ----------------- | ----------------- | ----------------- | ----------------- | ----------------- | ----------------- | ----------------- | ----------------- | ----------------- | ----------------- |
| Tigres del Licey     | 0                 | 0                 | 0                 | .000              | 0.00              | G-0               | 0-0               | 0-0               | 0-0               | 0                 | 0                 | 0                 |
| Estrellas Orientales | 0                 | 0                 | 0                 | .000              | 0.00              | G-0               | 0-0               | 0-0               | 0-0               | 0                 | 0                 | 0                 |
| Leones del Escogido  | 0                 | 0                 | 0                 | .000              | 0.00              | G-0               | 0-0               | 0-0               | 0-0               | 0                 | 0                 | 0                 |
| Águilas Cibaeñas     | 0                 | 0                 | 0                 | .000              | 0.00              | G-0               | 0-0               | 0-0               | 0-0               | 0                 | 0                 | 0                 |
| Gigantes del Cibao   | 0                 | 0                 | 0                 | .000              | 0.00              | G-0               | 0-0               | 0-0               | 0-0               | 0                 | 0                 | 0                 |
| Toros del Este       | 0                 | 0                 | 0                 | .000              | 0.00              | G-0               | 0-0               | 0-0               | 0-0               | 0                 | 0                 | 0                 |

|  |                                     |
|  | Clasificados al Todos Contra Todos. |

|  |                                     |
|  | Eliminados de la Temporada 2025-26. |

### Temporada Regular
- Actualizadas al 15 de octubre de 2025.[6]

| Stat | Jugador | Equipo | Total |
| ---- | ------- | ------ | ----- |
| AVG  | TBD     | TBD    | .000  |
| H    | TBD     | TBD    | 0     |
| 2B   | TBD     | TBD    | 0     |
| 3B   | TBD     | TBD    | 0     |
| HR   | TBD     | TBD    | 0     |
| CI   | TBD     | TBD    | 0     |
| SB   | TBD     | TBD    | 0     |
| CA   | TBD     | TBD    | 0     |
| TB   | TBD     | TBD    | 0     |

| Stat | Jugador | Equipo | Total |
| ---- | ------- | ------ | ----- |
| V    | TBD     | TBD    | 0     |
| D    | TBD     | TBD    | 0     |
| EFE. | TBD     | TBD    | 0.00  |
| SO   | TBD     | TBD    | 0     |
| SV   | TBD     | TBD    | 0     |
| IP   | TBD     | TBD    | 00.0  |

### Calendario de juegos
Huso horario: UTC-04:00
| Leones del Escogido  | TBD | Tigres del Licey     | Estadio Quisqueya Juan Marichal | 15 de octubre | 19:30 p. m. | TBD | TBD |
| Gigantes del Cibao   | TBD | Águilas Cibaeñas     | Estadio Cibao                   | 15 de octubre | 19:30 p. m. | TBD | TBD |
| Toros del Este       | TBD | Estrellas Orientales | Estadio Tetelo Vargas           | 15 de octubre | 19:30 p. m. | TBD | TBD |
| Estrellas Orientales | TBD | Leones del Escogido  | Estadio Quisqueya Juan Marichal | 16 de octubre | 19:15 p. m. | TBD | TBD |
| Tigres del Licey     | TBD | Gigantes del Cibao   | Estadio Julián Javier           | 16 de octubre | 19:00 p. m. | TBD | TBD |
| Águilas Cibaeñas     | TBD | Toros del Este       | Estadio Francisco Micheli       | 16 de octubre | 19:30 p. m. | TBD | TBD |
| Gigantes del Cibao   | TBD | Tigres del Licey     | Estadio Quisqueya Juan Marichal | 17 de octubre | 19:30 p. m. | TBD | TBD |
| Toros del Este       | TBD | Águilas Cibaeñas     | Estadio Cibao                   | 17 de octubre | 19:30 p. m. | TBD | TBD |
| Leones del Escogido  | TBD | Estrellas Orientales | Estadio Tetelo Vargas           | 17 de octubre | 19:30 p. m. | TBD | TBD |
| Tigres del Licey     | TBD | Leones del Escogido  | Estadio Quisqueya Juan Marichal | 18 de octubre | 16:00 p. m. | TBD | TBD |
| Águilas Cibaeñas     | TBD | Gigantes del Cibao   | Estadio Julián Javier           | 18 de octubre | 17:00 p. m. | TBD | TBD |
| Estrellas Orientales | TBD | Toros del Este       | Estadio Francisco Micheli       | 18 de octubre | 19:30 p. m. | TBD | TBD |
| Toros del Este       | TBD | Leones del Escogido  | Estadio Quisqueya Juan Marichal | 19 de octubre | 16:00 p. m. | TBD | TBD |
| Tigres del Licey     | TBD | Águilas Cibaeñas     | Estadio Cibao                   | 19 de octubre | 16:00 p. m. | TBD | TBD |
| Gigantes del Cibao   | TBD | Estrellas Orientales | Estadio Tetelo Vargas           | 19 de octubre | 17:00 p. m. | TBD | TBD |

| Toros del Este       | TBD | Tigres del Licey     | Estadio Quisqueya Juan Marichal | 21 de octubre | 19:30 p. m. | TBD | TBD |
| Leones del Escogido  | TBD | Gigantes del Cibao   | Estadio Julián Javier           | 21 de octubre | 19:00 p. m. | TBD | TBD |
| Águilas Cibaeñas     | TBD | Estrellas Orientales | Estadio Tetelo Vargas           | 21 de octubre | 19:30 p. m. | TBD | TBD |
| Gigantes del Cibao   | TBD | Leones del Escogido  | Estadio Quisqueya Juan Marichal | 22 de octubre | 19:15 p. m. | TBD | TBD |
| Estrellas Orientales | TBD | Águilas Cibaeñas     | Estadio Cibao                   | 22 de octubre | 19:30 p. m. | TBD | TBD |
| Tigres del Licey     | TBD | Toros del Este       | Estadio Francisco Micheli       | 22 de octubre | 19:30 p. m. | TBD | TBD |
| -                    | -   | -                    | -                               | 23 de octubre | -           | -   | -   |
| Águilas Cibaeñas     | TBD | Leones del Escogido  | Estadio Quisqueya Juan Marichal | 24 de octubre | 19:15 p. m. | TBD | TBD |
| Toros del Este       | TBD | Gigantes del Cibao   | Estadio Julián Javier           | 24 de octubre | 19:00 p. m. | TBD | TBD |
| Tigres del Licey     | TBD | Estrellas Orientales | Estadio Tetelo Vargas           | 24 de octubre | 19:30 p. m. | TBD | TBD |
| Estrellas Orientales | TBD | Tigres del Licey     | Estadio Quisqueya Juan Marichal | 25 de octubre | 17:00 p. m. | TBD | TBD |
| Leones del Escogido  | TBD | Águilas Cibaeñas     | Estadio Cibao                   | 25 de octubre | 18:00 p. m. | TBD | TBD |
| Gigantes del Cibao   | TBD | Toros del Este       | Estadio Francisco Micheli       | 25 de octubre | 19:30 p. m. | TBD | TBD |
| Águilas Cibaeñas     | TBD | Tigres del Licey     | Estadio Quisqueya Juan Marichal | 26 de octubre | 17:00 p. m. | TBD | TBD |
| Estrellas Orientales | TBD | Gigantes del Cibao   | Estadio Julián Javier           | 26 de octubre | 17:00 p. m. | TBD | TBD |
| Leones del Escogido  | TBD | Toros del Este       | Estadio Francisco Micheli       | 26 de octubre | 17:00 p. m. | TBD | TBD |

| -                    | -   | -                    | -                               | 27 de octubre  | -           | -   | -   |
| Gigantes del Cibao   | TBD | Leones del Escogido  | Estadio Quisqueya Juan Marichal | 28 de octubre  | 19:15 p. m. | TBD | TBD |
| Estrellas Orientales | TBD | Águilas Cibaeñas     | Estadio Cibao                   | 28 de octubre  | 19:30 p. m. | TBD | TBD |
| Tigres del Licey     | TBD | Toros del Este       | Estadio Francisco Micheli       | 28 de octubre  | 19:30 p. m. | TBD | TBD |
| Toros del Este       | TBD | Tigres del Licey     | Estadio Quisqueya Juan Marichal | 29 de octubre  | 19:30 p. m. | TBD | TBD |
| Leones del Escogido  | TBD | Gigantes del Cibao   | Estadio Julián Javier           | 29 de octubre  | 19:00 p. m. | TBD | TBD |
| Águilas Cibaeñas     | TBD | Estrellas Orientales | Estadio Tetelo Vargas           | 29 de octubre  | 19:30 p. m. | TBD | TBD |
| -                    | -   | -                    | -                               | 30 de octubre  | -           | -   | -   |
| Águilas Cibaeñas     | TBD | Tigres del Licey     | Estadio Quisqueya Juan Marichal | 31 de octubre  | 19:30 p. m. | TBD | TBD |
| Estrellas Orientales | TBD | Gigantes del Cibao   | Estadio Julián Javier           | 31 de octubre  | 19:00 p. m. | TBD | TBD |
| Leones del Escogido  | TBD | Toros del Este       | Estadio Francisco Micheli       | 31 de octubre  | 19:30 p. m. | TBD | TBD |
| Toros del Este       | TBD | Leones del Escogido  | Estadio Quisqueya Juan Marichal | 1 de noviembre | 16:00 p. m. | TBD | TBD |
| Tigres del Licey     | TBD | Águilas Cibaeñas     | Estadio Cibao                   | 1 de noviembre | 18:00 p. m. | TBD | TBD |
| Gigantes del Cibao   | TBD | Estrellas Orientales | Estadio Tetelo Vargas           | 1 de noviembre | 19:30 p. m. | TBD | TBD |
| Estrellas Orientales | TBD | Tigres del Licey     | Estadio Quisqueya Juan Marichal | 2 de noviembre | 17:00 p. m. | TBD | TBD |
| Águilas Cibaeñas     | TBD | Gigantes del Cibao   | Estadio Julián Javier           | 2 de noviembre | 17:00 p. m. | TBD | TBD |
| Toros del Este       | TBD | Estrellas Orientales | Estadio Tetelo Vargas           | 2 de noviembre | 17:00 p. m. | TBD | TBD |

| -                    | -   | -                    | -                               | 3 de noviembre | -           | -   | -   |
| Estrellas Orientales | TBD | Tigres del Licey     | Estadio Quisqueya Juan Marichal | 4 de noviembre | 19:30 p. m. | TBD | TBD |
| Leones del Escogido  | TBD | Águilas Cibaeñas     | Estadio Cibao                   | 4 de noviembre | 19:30 p. m. | TBD | TBD |
| Gigantes del Cibao   | TBD | Toros del Este       | Estadio Francisco Micheli       | 4 de noviembre | 19:30 p. m. | TBD | TBD |
| Tigres del Licey     | TBD | Leones del Escogido  | Estadio Quisqueya Juan Marichal | 5 de noviembre | 19:15 p. m. | TBD | TBD |
| Águilas Cibaeñas     | TBD | Gigantes del Cibao   | Estadio Julián Javier           | 5 de noviembre | 19:00 p. m. | TBD | TBD |
| Toros del Este       | TBD | Estrellas Orientales | Estadio Tetelo Vargas           | 5 de noviembre | 19:30 p. m. | TBD | TBD |
| Gigantes del Cibao   | TBD | Águilas Cibaeñas     | Estadio Cibao                   | 6 de noviembre | 16:00 p. m. | TBD | TBD |
| Toros del Este       | TBD | Tigres del Licey     | Estadio Quisqueya Juan Marichal | 7 de noviembre | 19:30 p. m. | TBD | TBD |
| Leones del Escogido  | TBD | Estrellas Orientales | Estadio Tetelo Vargas           | 7 de noviembre | 19:30 p. m. | TBD | TBD |
| -                    | -   | -                    | -                               | 8 de noviembre | -           | -   | -   |
| Tigres del Licey     | TBD | Leones del Escogido  | Estadio Quisqueya Juan Marichal | 9 de noviembre | 16:00 p. m. | TBD | TBD |
| Estrellas Orientales | TBD | Toros del Este       | Estadio Francisco Micheli       | 9 de noviembre | 17:00 p. m. | TBD | TBD |

| Toros del Este       | TBD | Leones del Escogido  | Estadio Quisqueya Juan Marichal | 10 de noviembre | 16:00 p. m. | TBD | TBD |
| Tigres del Licey     | TBD | Estrellas Orientales | Estadio Tetelo Vargas           | 10 de noviembre | 17:00 p. m. | TBD | TBD |
| Leones del Escogido  | TBD | Tigres del Licey     | Estadio Quisqueya Juan Marichal | 11 de noviembre | 19:00 p. m. | TBD | TBD |
| Gigantes del Cibao   | TBD | Águilas Cibaeñas     | Estadio Cibao                   | 11 de noviembre | 19:00 p. m. | TBD | TBD |
| Estrellas Orientales | TBD | Toros del Este       | Estadio Francisco Micheli       | 11 de noviembre | 19:00 p. m. | TBD | TBD |
| Leones del Escogido  | TBD | Gigantes del Cibao   | Estadio Julián Javier           | 12 de noviembre | 19:00 p. m. | TBD | TBD |
| Águilas Cibaeñas     | TBD | Estrellas Orientales | Estadio Tetelo Vargas           | 12 de noviembre | 19:30 p. m. | TBD | TBD |
| Estrellas Orientales | TBD | Tigres del Licey     | Estadio Quisqueya Juan Marichal | 13 de noviembre | 19:30 p. m. | TBD | TBD |
| Leones del Escogido  | TBD | Águilas Cibaeñas     | Estadio Cibao                   | 13 de noviembre | 19:30 p. m. | TBD | TBD |
| Gigantes del Cibao   | TBD | Toros del Este       | Estadio Francisco Micheli       | 13 de noviembre | 19:30 p. m. | TBD | TBD |
| -                    | -   | -                    | -                               | 14 de noviembre | -           | -   | -   |
| Juego                | de  | Estrellas            | Fenapepro                       | 15 de noviembre | TBD         | TBD | TBD |
| -                    | -   | -                    | -                               | 16 de noviembre | -           | -   | -   |

## Round Robin
El round robin se desarrollará en diciembre-enero.

## Serie Final
La serie final se desarrollará en enero.

## Líderes

### Premios individuales
| Premio                                | Jugador/Manager | Equipo |
| ------------------------------------- | --------------- | ------ |
| Novato del Año                        | TBD             | TBD    |
| Lanzador del Año                      | TBD             | TBD    |
| Caballero del Año                     | TBD             | TBD    |
| Ejecutivo del Año                     | TBD             | TBD    |
| Dirigente del Año                     | TBD             | TBD    |
| Jugador Más Valioso                   | TBD             | TBD    |
| MVP del Round Robin                   | TBD             | TBD    |
| Jugador Más Valioso de la Serie Final | TBD             | TBD    |